# Le cose che restano
Le cose che restano è una miniserie televisiva italiana, diretta da Gianluca Maria Tavarelli, e trasmessa nel 2010 su Rai 1.
Racconta gli anni del primo decennio degli anni duemila della storia italiana, attraverso le vicende di una famiglia (problemi nel matrimonio, omosessualità, immigrazione illegale, amore e adulterio).
Il titolo deriva da un verso di una poesia di Emily Dickinson.

## Trama
Pietro (Ennio Fantastichini) è un ingegnere sposato con Anita (Daniela Giordano), medico che ha abbandonato la propria carriera per seguire i 4 figli: Andrea (Claudio Santamaria), Nora (Paola Cortellesi), Nino (Lorenzo Balducci) e l'adolescente Lorenzo (Alessandro Sperduti). Abitano una grande casa a Roma, la cui parte principale è la cucina, gestita da mamma Anita.
La serenità della famiglia viene distrutta dall'improvvisa morte del figlio minore Lorenzo, in seguito ad un incidente stradale. La grande casa si svuota: la madre Anita inizia a perdere la lucidità, verrà ricoverata in una clinica per malattie mentali fuori Roma.